# Шведская Ассамблея Финляндии
 Шведская Ассамблея Финляндии  (швед. Svenska Finlands Folkting; фин. Suomenruotsalaiset kansankäräjät, часто упоминается как Folktinget) — официальный консультативный парламент, представляющий меньшинство Финляндии говорящее на шведском языке.

## Выборы
Выборы проводятся каждые четыре года и кандидатов выдвигают политические партии, которые являются двуязычными или на шведском языке. У парламента есть 75 мест, из которых 70 заполняются на основе результатов муниципальных выборов и пять назначаются Парламентом Аландских островов (швед. Lagtinget).

## Цель
Парламент является форумом для политического обсуждения проблем шведскоязычного населения. Он участвует в исследованиях демографических проблем и публикует информацию о проблемах шведскоязычных финнов. Также защищает интересы шведскоязычных финнов.

## Лидеры
- Астрид Турс (2005—2007)
- Улла-Май Видерус[англ.] (2007—2009)
- Анна-Майя Хенриксон (2009—2011)
- Кристина Гестрин[фин.] (2011—2015)
- Томас Блумквист[фин.] (2015-2019)
- Сандра Бергквист (с 2019 -)
- Хенрик Викстрём[фин.] (с 2023)